# Coppa del Mondo di biathlon 1984
La Coppa del Mondo di biathlon 1984 fu la settima edizione della manifestazione organizzata dall'Unione Internazionale del Pentathlon Moderno e Biathlon.
La stagione maschile ebbe inizio il 6 gennaio a Falun, in Svezia, e si concluse l'8 marzo a Oslo Holmenkollen, in Norvegia. Furono disputate 10 gare individuali in 5 diverse località; nel corso della stagione si tennero a Sarajevo i XIV Giochi olimpici invernali, non validi ai fini della Coppa del Mondo, il cui calendario contemplò dunque un'interruzione nel mese di febbraio. Il tedesco orientale Frank-Peter Roetsch si aggiudicò la coppa di cristallo, il trofeo assegnato al vincitore della classifica generale. Non vennero stilate classifiche di specialità; Peter Angerer era il detentore uscente della Coppa generale.
In campo femminile nel corso della stagione si tennero a Chamonix i Campionati mondiali di biathlon 1984, validi anche ai fini della Coppa del Mondo, il cui calendario non contemplò dunque interruzioni. La norvegese Mette Mestad si aggiudicò la coppa di cristallo. Non vennero stilate classifiche di specialità; Gry Østvik era la detentrice uscente della Coppa generale.

## Uomini

### Risultati
| Data            | Località          | Nazione        | Spec. | Primo               | Secondo             | Terzo               |
| --------------- | ----------------- | -------------- | ----- | ------------------- | ------------------- | ------------------- |
| 6 gennaio 1984  | Falun             | Svezia         | IN    | Odd Lirhus          | Yvon Mougel         | Tapio Piipponen     |
| 7 gennaio 1984  | Falun             | Svezia         | SP    | Algimantas Šalna    | Risto Punkka        | Eirik Kvalfoss      |
| 12 gennaio 1984 | Pontresina        | Svizzera       | IN    | Fritz Fischer       | Frank-Peter Roetsch | Holger Wick         |
| 14 gennaio 1984 | Pontresina        | Svizzera       | SP    | Eirik Kvalfoss      | Frank-Peter Roetsch | Ralf Göthel         |
| 19 gennaio 1984 | Ruhpolding        | Germania Ovest | SP    | Peter Angerer       | Tapio Piipponen     | Rolf Storsveen      |
| 21 gennaio 1984 | Ruhpolding        | Germania Ovest | SP    | Peter Angerer       | Terje Krokstad      | Frank-Peter Roetsch |
| 1º marzo 1984   | Oberhof           | Germania Est   | IN    | Jurij Kaškarov      | Frank-Peter Roetsch | Dmitrij Vasil'ev    |
| 3 marzo 1984    | Oberhof           | Germania Est   | SP    | Frank-Peter Roetsch | Algimantas Šalna    | Peter Angerer       |
| 7 marzo 1984    | Oslo Holmenkollen | Norvegia       | IN    | Peter Angerer       | Fritz Fischer       | Alfred Eder         |
| 8 marzo 1984    | Oslo Holmenkollen | Norvegia       | SP    | Eirik Kvalfoss      | Peter Angerer       | Frank-Peter Roetsch |

Legenda:

IN = individuale

SP = sprint

### Classifiche

#### Generale
| Pos. | Nome                | Nazione        | Punti |
| ---- | ------------------- | -------------- | ----- |
| 1    | Frank-Peter Roetsch | Germania Est   | 139   |
| 2    | Peter Angerer       | Germania Ovest | 138   |
| 3    | Eirik Kvalfoss      | Norvegia       | 130   |
| 4    | Fritz Fischer       | Germania Ovest | 138   |
| 5    | Ralf Göthel         | Germania Est   | 122   |

## Donne

### Risultati
| Data                                 | Località   | Nazione        | Spec. | Prima            | Seconda              | Terza             |
| ------------------------------------ | ---------- | -------------- | ----- | ---------------- | -------------------- | ----------------- |
| 6 gennaio 1984                       | Falun      | Svezia         | IN    | Gry Østvik       | Siv Bråten           | Aino Kallunki     |
| 7 gennaio 1984                       | Falun      | Svezia         | SP    | Aino Kallunki    | Annette Bouvin       | Sanna Grønlid     |
| 19 gennaio 1984                      | Ruhpolding | Germania Ovest | IN    | Mette Mestad     | Siv Bråten           | Sanna Grønlid     |
| 21 gennaio 1984                      | Ruhpolding | Germania Ovest | SP    | Gry Østvik       | Mette Mestad         | Siv Bråten        |
| Campionati mondiali di biathlon 1984 |            |                |       |                  |                      |                   |
| 29 febbraio 1984                     | Chamonix   | Francia        | IN    | Venera Černyšova | Ljudmila Zabolotnaja | Tat'jana Brylina  |
| 3 marzo 1984                         | Chamonix   | Francia        | SP    | Venera Černyšova | Sanna Grønlid        | Andrea Grossegger |
| 7 marzo 1984                         | Lygna      | Norvegia       | IN    | Sanna Grønlid    | Siv Bråten           | Gry Østvik        |
| 8 marzo 1984                         | Lygna      | Norvegia       | SP    | Annette Bouvin   | Eva Korpela          | Mette Mestad      |

Legenda:

IN = individuale 10 km

SP = sprint 5 km

### Classifiche

#### Generale
| Pos. | Nome             | Nazione          | Punti |
| ---- | ---------------- | ---------------- | ----- |
| 1    | Mette Mestad     | Norvegia         | 93    |
| 2    | Sanna Grønlid    | Norvegia         | 86    |
| 3    | Gry Østvik       | Norvegia         | 85    |
| 4    | Venera Černyšova | Unione Sovietica | 83    |
| 4    | Siv Bråten       | Norvegia         | 82    |